# The Promise Ring
The Promise Ring — американская рок-группа родом из города Милуоки. В начале их творческого пути, музыку группы можно определить стилем инди-эмо, но их поздние альбомы в большей степени напоминают инди-рок.

## История группы
Группа The Promise Ring сформировалась в начале 1995 года в городе Милуоки и состояла из участников различных эмо-групп. Гитарист и вокалист Дейви вон Болем начал упражняться в игре с гитаристом Джейсоном Гневиковым (раньше играл в None Left Standing), барабанщиком Деном Дидиэром(раньше был в группе Ceilishrine) и басистом Скоттом Бештой, когда сам ещё был в группе Cap'n Jazz. Когда позже Cap'n Jazz распались, вон Болем полностью сфокусировался на The Promise Ring. После выхода их первого мини-альбома Watertown Plank на Foresight Records, The Promise Ring подписали контракт с независимым лейблом Jade Tree. Их первой работой с ним был мини-альбом Falsetto Keeps Time, в котором была одна из их самых популярных эмо-песен "A Picture Postcard". После был выпущен совместный сингл с группой Texas Is the Reason.
Осенью 1996 года вышел их первый альбом 30° Everywhere. Очень скоро альбом стал настоящей сенсацией в среде андеграунда, и с помощью него группа привлекла к себе много внимания. Во время тура в поддержку этого альбома, группа записала компиляционный альбом The Horse Latitudes, состоящий в основном из песен с синглов и двух ранее не выпускавшихся. После тура группа записала их новый альбом - Nothing Feels Good, музыка которого стала чуть более попсовой, чем раньше. Альбом вышел в 1997 году. Это была последняя работы басиста Бешты с группой; его заменили на Тима Бёртона, басиста, который играл с предыдущей группой Гневикова None Left Standing.
Во время тура в поддержку альбома Nothing Feels Good случилось несчастье. Во время снежной бури фургон группы перевернулся и участники группы попали в больницу. Бёртон покинул группу из-за сломанной руки, и его место занял Скотт Шоинбек. Мини-альбом Boys + Girls, вышел в 1998 году и новый третий альбом группы Very Emergency появился в 1999.
После выхода мини-альбома Electric Pink в 2000 году, группа столкнулась с очередным трагическим событием. У вон Болема была обнаружена опухоль головного мозга. Опухоль была удалена хирургическим путём, и из-за развившейся инфекции группе пришлось на время приостановить деятельность. В 2001 году группа разорвала контракт с Jade Tree Records  и присоединилась к лейблу ANTI-, на котором и был выпущен в 2002 году их последний, четвёртый по счёту, альбом wood/water. Музыка альбома значительно отличалась от предыдущих работ группы. В октябре этого же года The Promise Ring распались.
В 2005 году группа вновь собралась, чтобы выступить на фестивале Flower 15, состоявшемся в Чикаго.
В 2008 году ходили слухи о том, что группу просили сыграть на фестивале ATP (All Tomorrow's Parties), проходившем в Милуоки.
В июне 2009 года на сайте лейбла ANTI- появилась скрытая страница, в которой было написано про готовящийся сборник лучших песен группы The Promise Ring, названный It's Not Brain Surgery: The Best Of. Очень скоро страница была удалена и пока никакой официальной информации о данном сборнике не поступало.
18 ноября 2011 года группа объявила о воссоединении .

## Дискография

### Альбомы
| Название альбома    | Дата выпуска      | Лейбл             |
| ------------------- | ----------------- | ----------------- |
| 30° Everywhere      | 9 сентября, 1996  | Jade Tree Records |
| The Horse Latitudes | 10 февраля, 1997  | Jade Tree Records |
| Nothing Feels Good  | 14 октября, 1997  | Jade Tree Records |
| Very Emergency      | 28 сентября, 1999 | Jade Tree Records |
| wood/water          | 23 апреля, 2002   | ANTI Records      |

### Мини-альбомы
| Название альбома    | Дата выпуска     | Лейбл             |
| ------------------- | ---------------- | ----------------- |
| Watertown Plank     | 1995             | Foresight Records |
| Falsetto Keeps Time | 1996             | Jade Tree Records |
| Boys + Girls        | 27 октября, 1998 | Jade Tree Records |
| Electric Pink       | 16 мая, 2000     | Jade Tree Records |